# 協奏交響曲
協奏交響曲（きょうそうこうきょうきょく、仏: symphonie concertante, 伊: sinfonia concertante）は、協奏曲形式の一種である。

## 概要
一般的には協奏曲と呼ぶ場合、ソロ奏者とオーケストラとの協演を目的とした楽曲を意味している。それに対し協奏交響曲は、独奏楽器がソロではなく複数であり、複数奏者とオーケストラとが演奏する協奏曲を「協奏交響曲」と呼ぶようになった。すなわちこの形式の交響曲（伊: sinfonia）はバロック時代の合奏協奏曲に倣った協奏曲であることを意味しており、ベートーヴェン（あるいはモーツァルトの後期交響曲）以降に広まった「管弦楽のためのソナタ」という意味での交響曲とは異なる。
協奏交響曲はカール・シュターミツなどのマンハイム楽派の作曲家によって多く書かれたが、ハイドンやモーツァルトにも作品がある。
19世紀前半の作曲家リトルフは、交響協奏曲もしくは交響的協奏曲（フランス語: concerto symphonique）を幾つか作曲しているが、これは協奏交響曲とは異なり、単独のソロ楽器とオーケストラの対比よりも、協調・融合を目指した協奏曲である。リストやブラームスのピアノ協奏曲に影響を与えた。

## 協奏交響曲と名付けられた協奏曲
ジョゼフ・ジョンゲンはオルガン協奏曲を「オルガンと管弦楽のための協奏交響曲」と称した。
20世紀になってからは、シマノフスキが交響曲第4番にこの名称を与えている。

## 主な作品
- ハイドン
  - 協奏交響曲変ロ長調（ヴァイオリン、チェロ、オーボエ、ファゴット）

- モーツァルト
  - 協奏交響曲 K.297B（散逸。フルート、オーボエ、ホルン、ファゴット）
  - 協奏交響曲変ホ長調 K.297b (K.Anh.C14.01)（オーボエ、クラリネット、ホルン、ファゴット）
  - 協奏交響曲変ホ長調 K.364（ヴァイオリンとヴィオラ）

- シマノフスキ
  - 交響曲第4番『協奏交響曲』（ピアノ）
- エネスク
  - 協奏交響曲 (チェロ)
- フローラン・シュミット
  - 協奏交響曲（ピアノ）
- ジョゼフ・ジョンゲン
  - 協奏交響曲（オルガン）
- エドマンド・ラッブラ
  - 協奏交響曲（ピアノ）
- タンスマン
  - 交響曲第3番
  - ピアノと管弦楽のための協奏交響曲 （1954年）（ピアノ）
- シェッフェル
  - 協奏交響曲（1999年）（4人のトランペット奏者）
- フランク・マルタン
  - 協奏交響曲（小協奏交響曲の3管編成管弦楽版） Symphonie Concertante (1946)<『最新名曲解説全集3 交響曲Ⅲ』（音楽之友社）参照>
- 伊福部昭
  - ピアノと管絃楽のための協奏風交響曲 （1941年）（ピアノ）